# Prymityw
Prymityw – imię męskie pochodzenia łacińskiego. Wywodzi się od słowa primitivus „pierworodny, pierwszy w swoim rodzaju”. Nosił je święty Prymityw, męczennik z Galicji w czasach rzymskich, towarzysz świętego Fakunda.
Prymityw obchodzi imieniny 18 lipca i 27 listopada.